# Avengers Grimm
Avengers Grimm é um filme estadounidense  de ficção científica, ação, aventura, fantasia de 2015 escrito, coeditado e dirigido por Jeremy M. Inman. O filme foi produzido por uma companhia de filmes B The Asylum estrelando Casper Van Dien, Lou Ferrigno, Kimo Leopoldo, Lauren Parkinson, Milynn Sarley, Marah Fairclough, Rileah Vanderbilt, e Elizabeth Peterson.
O filme é um mockbuster de Vingadores: Era de Ultron e da série de televisão da ABC Once Upon a Time.

## Sinopse
Quando o espelho mágico transporta branca de neve e  Rumpelstichen do reino para os dias modernos em Los Angeles, cabe a Cinderela, Bela Adormecida, Rapunzel, e Chapeuzinho Vermelho segui-los para impedir que Rumpelstichen domine o mundo real e o da fantasia.

## Elenco
- Casper Van Dien como Rumpelstiltskin
- Lou Ferrigno como Iron John
- Kimo Leopoldo como Lobo Mau
- Lauren Parkinson como Branca de Neve
- Milynn Sarley como Cinderela
- Marah Fairclough como A Bela Adormecida
- Rileah Vanderbilt  como Rapunzel
- Elizabeth Peterson como Chapeuzinho Vermelho
- Justine Herron como Jessica
- Jonathan Medina como Jack
- Daniel Nemes como Oficial Ernst
- Henry Brown como Oficial LaGuardia

## Lançamento
Avengers Grimm foi lançado diretamente em video em 14 de abril de 2015 nos Estados Unidos. Foi disponibilizado no Netflix em Junho de 2015.

## Recepção da crítica
Como muitos dos "mockbusters" do The Asylum, o filme recebeu resenhas negativas de todos os resenhistas. Shaun Munro do Letterboxd deu ao filme uma e meia estrela, dizendo "Embora seja agradável para aos olhos – mais devido a parência das atrizes do que pela cinematografia medíocre e efeitos risíveis. Você irá precisar de uma forte afinidade com lixo para gostar desta "grim" (cruel em inglês) (desculpe) perspectiva todo o caminho até o fim do filme."